# Afrika (Flieth-Stegelitz)
Afrika ist ein Ort („bewohnter Gemeindeteil“) in der Gemeinde Flieth-Stegelitz im Landkreis Uckermark in Brandenburg (Deutschland).

## Geschichte
Drei Jahre nach dem Ende des Zweiten Weltkriegs ließen sich Umsiedler aus dem Osten nahe der Hessenhagener Mühle nieder. In Ermangelung an ausreichend Baumaterial hoben sie Gruben aus, auf die sie niedrige Blockhüttenbauten setzten, sodass die kleinen Fenster auf Höhe der ebenen Erde lagen. Die Bewohner der Gegend assoziierten damit die Lebensweise der Afrikaner und so setzte sich der Name Afrika durch. Die Provisorien wurden allmählich durch Neubauten ersetzt. Weitere Hausbauten wurden nicht genehmigt, da die Siedlung in einem Naturschutzgebiet liegt. Wegen des kuriosen Namens wird die Ortshinweistafel oft gestohlen.